# Complejo Asistencial de Zamora
El Complejo Asistencial de Zamora es un conjunto de servicios de asistencia sanitaria que lleva funcionando en la ciudad desde 2002. Reúne diversos hospitales y centros asistenciales, de los cuales el más antiguo es el Hospital Virgen de la Concha.

## Historia
La ciudad había poseído anteriormente otros hospitales como fueron el Hospital del Comendador Don Alonso Sotelo y el Hospital de la Encarnación. El Hospital Virgen de la Concha es el más antiguo del grupo asistencial. Llegando a cumplir medio siglo de existencia en el año 2005. Fue oficialmente inaugurado el 15 de febrero de 1955, justo cuando la provincia alcanzó su máximo nivel de población.

## Servicios
Integra todos los recursos de atención especializada:
- El Hospital Virgen de la Concha
- El Hospital Provincial
- El Hospital de Benavente
- El Centro Periférico de Especialidades de Zamora
- El Centro Periférico de Especialidades de Benavente